# Charlotte Schmit
Charlotte Emilie Schmit (* 17. Januar 2006) ist eine luxemburgische Fußballspielerin.

## Karriere

### Vereine
Schmit begann in Niederanven im Alter von vier Jahren in der G-Jugendmannschaft (Bambinis) des US Hostert mit dem Fußballspielen. Im Alter von 14 Jahren gelangte sie nach Wormeldingen zur Entente Wormeldingen/Munsbach/CSG, für die sie von 2020 bis 2022 in der Dames Ligue 1, der höchsten Spielklasse im luxemburgischen Frauenfußball, 30 Tore in 29 Punktspielen erzielte. In einem Teilnehmerfeld von 14 bzw. 13 Mannschaften belegte sie mit ihrer Mannschaft den fünften und vierten Platz.
Mit guten Leistungen auf sich aufmerksam gemacht, wurde sie zur Saison 2022/23 vom SC Freiburg verpflichtet, mit der Absicht sie zunächst in der zweiten Mannschaft zum Einsatz kommen zu lassen, um sie schnellstmöglich in die erste Mannschaft zu integrieren. Neben den Verhandlungen mit dem Verein aus dem Breisgau gab es auch Kontakte mit den Standards Lüttich, PSG und Bayern München.
Ihr Debüt in der 2. Bundesliga gab sie zum Saisonauftakt am 28. August 2022 bei der 1:3-Niederlage im Auswärtsspiel gegen die SG Andernach von Beginn an, bevor sie in der 61. Minute für Amy Milz ausgewechselt wurde. Ihr erstes von zwei Saisontoren in ihren 18 Punktspielen erzielte sie am 12. März 2023 (16. Spieltag) beim 3:1-Sieg im Heimspiel gegen die zweite Mannschaft des 1. FFC Turbine Potsdam mit dem Treffer zum 1:1 in der 53. Minute. Am Saisonende stieg sie mit ihrer Mannschaft in einem Teilnehmerfeld von 14 Mannschaften auf Platz 12 in die drittklassige Regionalliga Süd ab.
In der Saison 2024/25 stand sie erstmals im Kader der Bundesligamannschaft.

### Nationalmannschaft
Schmit debütierte im Alter von 15 Jahren bereits in der A-Nationalmannschaft, die das in Freundschaft ausgetragene Länderspiel gegen die Nationalmannschaft Liechtensteins im Sportpark Eschen-Mauren mit 2:1 gewann. Für die U17-Nationalmannschaft absolvierte sie von 2021 bis 2022 neun Länderspiele, in denen sie drei Tore erzielte. Sie bestritt ihre ersten drei Spiele in der ersten Qualifikationsrunde der Liga B, Gruppe 1 für die Europameisterschaft 2022 in Bosnien und Herzegowina sowie auch drei Spiele der zweiten Qualifikationsrunde der Liga B, Gruppe 1. Ein Jahr später bestritt sie erneut drei Spiele der ersten Qualifikationsrunde der Liga B, Gruppe 1 für die Europameisterschaft 2023 in Estland. Im ersten Gruppenspiel am 22. April 2022 gegen die U17-Nationalmannschaft Georgiens erzielte alle drei Tore beim 3:0-Sieg.
Vom 16. Februar 2022 bis zum 26. September 2023 bestritt sie zwölf weitere A-Länderspiele, von denen sieben in Freundschaft ausgetragen wurden, vier in der WM-Qualifikationsgruppe D und zwei in der Nations League, Liga C, Gruppe 1. Im Oktober 2022 nahm sie dann erneut mit der U-17-Auswahl an der EM-Qualifikation teil und erzielte dort im ersten Spiel gegen Georgien (3:0) alle Treffer. Am 5. April 2024 schoss sie bei der EM-Qualifikation gegen Albanien (2:1) auch ihren ersten Treffer für die A-Nationalmannschaft Luxemburgs.